# Parafia Narodzenia św. Jana Chrzciciela w Kuniowie
Parafia Narodzenia św.Jana Chrzciciela – rzymskokatolicka parafia położony w miejscowości Kuniów. Parafia należy do dekanatu Kluczbork w diecezji opolskiej.

## Historia parafii
Pierwsza wzmianka o kościele parafialnym datowana jest na rok 1301. Kościół należał do Krzyżowców z czerwoną gwiazdą i był duszpastersko przez nich obsługiwany aż do czasów sekularyzacji, czyli do 1810 roku. Kościół ten miał wymiary 15 metrów x 7,5 metra, posiadał przybudowaną drewnianą wieżę na dzwony, a na dachu kościoła znajdowała się wieżyczka na sygnaturkę. Sufit kościoła był częściowo falisty, a częściowo prosty. Na ścianach znajdowały się stare malowidła. Ten kościół został zburzony, a na jego miejscu postawiono w latach 1799–1801 nowy, masywny i murowany. W 1818 roku wybudowano plebanię, która do dzisiaj służy mieszkającym tam proboszczom i społeczeństwu wsi. W 1932 roku kościół został rozbudowany, gdzie większość prac budowlanych przeprowadzali ówcześni specjaliści z Kluczborka. Poświęcenie wyremontowanego kościoła nastąpiło 23 maja 1932 roku. W grudniu 1934 roku zostały zamontowane nowe organy, natomiast w 1935 roku prospekt organowy został ozdobiony. Następny gruntowny remont kościoła, wraz z jego malowaniem, odnowieniem ołtarzy, gruntownym remontem organów został przeprowadzony w latach 1993–1995. Całkowicie wymieniono wtedy dachówkę na dachu kościoła, założono miedziane rynny, opierzenia a wieżę i wieżyczkę pokryto blachą miedzianą.
Proboszczem parafii jest ksiądz Aleksander Kawa.